# Универсальные патрульные корабли проекта 23550
Универсальные патрульные корабли проекта 23550 — серия российских многоцелевых патрульных кораблей (шифр «Арктика») и пограничных сторожевых кораблей (шифр «Ермак») ледового класса для Арктики, способных выполнять задачи ледокола, буксира, пожарного судна и военного корабля.
По классификации кораблей ВМФ России относятся к кораблям 2-го ранга, по классификации кораблей Береговой охраны ПС ФСБ России — к кораблям 1-го ранга.
Корабли этого проекта могут эксплуатироваться в любых зонах мореплавания от тропических до арктических, преодолевая лёд толщиной до 1,7 метра. Проект разработан в ЦМКБ «Алмаз» строительством кораблей занимается АО «Адмиралтейские верфи» и ПАО «Выборгский судостроительный завод» (ВСЗ).
На декабрь 2024 года запланировано строительство 4 кораблей, построено 3 (0 в составе флота), 1 строится.

## Конструкция

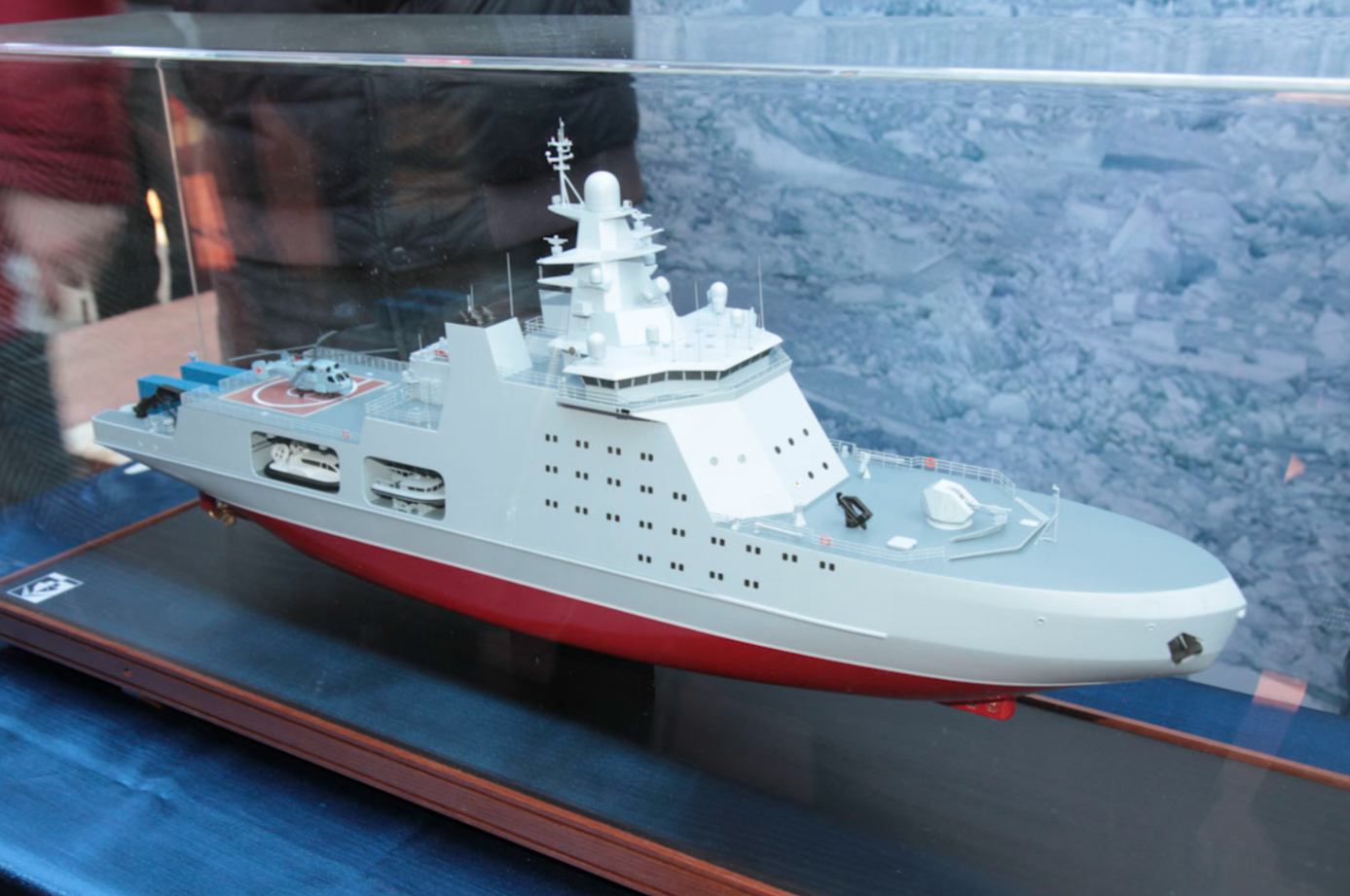
Макет проекта 23550.

- Полное водоизмещение корабля по проекту — 8500 тонн.
- Длина наибольшая — 114,5 метра.
- Ширина наибольшая — 19,5 метров.
- Осадка наибольшая — 6,5 метров.

Экипаж составляет 60 человек, также на кораблях может разместиться дополнительный экипаж из 50 человек.
Ледовый класс РС — Arc7. Конструкция корпуса позволяет преодолевать лёд толщиной до 1,7 метра.
На борту судна будут базироваться два скоростных патрульных катера проекта 03160 «Раптор», которые рассчитаны для преследования и задержания нарушителей морских рубежей государственной границы и абордажных действий, вертолёт типа Ка-27 или Ка-226 и БПЛА в палубном ангаре. Также в составе этого корабля будет базироваться один десантный катер на воздушной подушке проекта 23321 «Манул».

### ГЭУ и движитель
На данном проекте реализована концепция единой электроэнергетической системы (ЕЭЭС) с системой электродвижения (СЭД). Гребная установка с электрическим приводом и гребными винтами фиксированного шага обеспечивает собственный ход судна во всех режимах эксплуатации.
Для кораблей постройки АО «Адмиралтейские верфи» (шифр «Арктика»), специалистами ЦНИИ «СЭТ» (филиал ФГУП «Крыловский государственный научный центр») разработаны, изготовлены и поставлены комплекты СЭД, в составе комплектных распределительных устройств, главных распределительных щитов, трансформаторов, как общекорабельных, так и для питания преобразователей частоты, гребные электродвигатели мощностью по 6,3 МВт, преобразователи частоты, а также система управления ЕЭЭС и дополнительное сопутствующее оборудование: устройства мягкого пуска, щиты заземления нейтрали и щиты питания дополнительных потребителей. Концерном «Русэлпром» разработаны, изготовлены и поставлены судовые комплекты главных и вспомогательных дизель-генераторов, системы управления возбуждением. Главная энергетическая установка (ГЭУ) кораблей построена на основе 4-х дизель-генераторов 28-9ДГ (на базе дизельных двигателей 10Д49 производства АО «Коломенский завод») мощностью по 3,5 МВт.
Для корабля постройки ПАО «Выборгский судостроительный завод» (шифр «Ермак»), специалистами ЦНИИ «СЭТ» поставлены элементы СЭД, в составе главных распределительных щитов, преобразователи частоты, а также система управления ЕЭЭС и дополнительное сопутствующее оборудование: устройства мягкого пуска, щиты заземления нейтрали и щиты питания дополнительных потребителей. Концерном «Русэлпром» в рамках данной поставки поставлены комплектные распределительные устройства, трансформаторы общекорабельные и для питания преобразователей частоты, судовые комплекты главных и вспомогательных дизель-генераторов, системы управления возбуждением и гребные электродвигатели. ГЭУ корабля построена на основе 4-х дизель-генераторов 28-9ДГ (на базе дизелей 10Д49) мощностью по 3,5 МВт.

### Вооружение
«Арктика»:
- 1 × 76,2-мм артиллерийская установка (АУ) АК-176МА;
- 8 ПЗРК «Игла» или «Верба».

Опционально:
- 2—4 × 12,7-мм пулемётные установки (ПУ) 6П59 «Корд»;
- 2 контейнерные пусковые установки ракетного комплекса «Калибр-К» (40-футовые или 20-футовые ISO-контейнеры), в каждой из которых соответственно:
  - 4 крылатые ракеты (КР) типа 3М-14 или 3М-54 «Калибр»,
или
  - 4 противокорабельные ракеты (ПКР) типа Х-35 «Уран».

«Ермак»:
- 1 × 76,2-мм артиллерийская установка АК-176МА;
- 2 × 30-мм артиллерийские установки АК-630М;
- 4 × 12,7-мм пулемётные установки 6П59 «Корд»;
- 8 ПЗРК «Игла» или «Верба».

### Специальное оборудование
Специальное оборудование представлено буксирной лебёдкой тягой около 80 тонн и двумя грузовыми электрогидравлическими крановыми установками, грузоподъёмностью 28 тонн каждая.

## Строительство
Контракт на постройку до 2020 года первых двух кораблей проекта 23550 (шифр «Арктика») был заключён между Минобороны России и АО «Адмиралтейские верфи» 4 мая 2016 года. Корабли будут строиться в интересах Военно-морского флота Российской Федерации. На церемонии спуска на воду 25 октября 2019 года головного корабля «Иван Папанин», генеральный директор АО «Адмиралтейские верфи» Александр Бузаков заявил, что для Береговой охраны ПС ФСБ России будут построены ещё два корабля проекта 23550, при этом Александр Бузаков уточнил, что строить корабли будет «Выборгский судостроительный завод».
Первый корабль, получивший название «Иван Папанин» в честь И. Д. Папанина, был заложен 19 апреля 2017 года, передача флоту первоначально запланирована на конец 2023 года. 25 октября 2019 года «Иван Папанин» был спущен на воду, достраивается на плаву. Планировалось выйти на швартовные испытания в конце 2022 года, а в третьем квартале 2023 года — на заводские ходовые испытания. Планируется в 2024 году включить в состав Северного флота ВМФ России. 28 июня 2024 года СМИ сообщили что, из Санкт-Петербурга в море на заводские ходовые испытания впервые вышел головной многофункциональный патрульный корабль ледового класса «Иван Папанин» проекта 23550 «Арктика».
Второй корабль, получивший название «Николай Зубов» в честь Н. Н. Зубова, заложен 27 ноября 2019 года. Спуск на воду был запланирован на третий квартал 2024 года.
25 июля 2020 года Выборгским судостроительным заводом был получен заказ на строительство двух кораблей проекта 23550 (уже под шифром «Ермак»): они будут обладать такими же характеристиками (внешний облик, параметры, тоннаж), что и корабли под шифром «Арктика», основные отличия будут заключаться в наборе вооружений. Заказчиком кораблей стала Пограничная служба ФСБ России (а не ВМФ России, как на первые два корабля проекта), стоимость контракта на строительство головного пограничного сторожевого корабля (ПСКР) проекта 23550 «Ермак» составила около 18 млрд рублей, заложен первый из них — «Пурга»; ориентировочный срок сдачи корабля — конец 2024 года. «Пурга» станет первым крупнотоннажным судном ледового класса в составе Береговой охраны ПС ФСБ России.
Второй ПСКР 1-го ранга проекта 23550, заложенный на ВСЗ 22 декабря 2023 года, получил имя «Дзержинский», которое до этого носили несколько Краснознамённых пограничных сторожевых кораблей.

## Представители проекта
Корабли постройки АО «Адмиралтейские верфи» (шифр «Арктика»)
| № | Наименование    | Бортовой № | Заводской № | Закладка   | Спуск на воду | Начало испытаний | Передача заказчику | Место службы | Примечания                  |
| - | --------------- | ---------- | ----------- | ---------- | ------------- | ---------------- | ------------------ | ------------ | --------------------------- |
| 1 | «Иван Папанин»  | 400        | 02460       | 19.04.2017 | 25.10.2019    | 28.06.2024       | 2025               | СФ           | Заводские ходовые испытания |
| 2 | «Николай Зубов» |            | 02461       | 27.11.2019 | 25.12.2024    |                  | 12.2026            | СФ           | Достраивается на плаву      |

Корабли постройки ПАО «Выборгский судостроительный завод» (шифр «Ермак»)
| № | Наименование  | Бортовой № | Заводской № | Закладка   | Спуск на воду | Начало испытаний | Передча заказчику | Место службы       | Примечания             |
| - | ------------- | ---------- | ----------- | ---------- | ------------- | ---------------- | ----------------- | ------------------ | ---------------------- |
| 3 | «Пурга»       |            | 235         | 25.07.2020 | 07.10.2022    |                  | 12.2026           | БОХР ПС ФСБ России | Достраивается на плаву |
| 4 | «Дзержинский» |            | 238         | 22.12.2023 | 2027          |                  | 12.2029           | БОХР ПС ФСБ России | Строится               |

Цвета таблицы:

 Белый  — не достроен или утилизирован не спущенным на воду;

 Зелёный  — действующий в составе ВМФ;

 Жёлтый  — действующий в составе иностранных ВМС или как гражданское судно;

 Синий  — находится в ремонте или на модернизации;

 Серый  — находится на хранении;

 Красный  — списан, утилизирован или потерян.

## Перспективы проекта
На форуме «Армия-2020» был представлен макет «ракетно-артиллерийского корабля контроля арктической зоны проекта 23550 „Арктика“» с расширенным радиоэлектронным и ракетно-артиллерийским вооружением: помимо носовой артиллерийской установки корабль несёт 2 × 30-мм АУ АК-630М и 4 × 12,7-мм ПУ 6П59 «Корд» (аналогично шифру «Ермак»). Кроме того корабль имеет 3 × 8-ячейковые установки вертикального пуска, по мнению главного редактора Военно-технического сборника (ВТС) «Бастион» А. В. Карпенко предназначенные для зенитного ракетного комплекса «Редут» (носовая 1 × 8-ячейковая пусковая установка возможно подпалубный УКСК 3С14). Несколько ранее проект данного ракетно-артиллерийского корабля демонстрировался Президенту Российской Федерации В. В. Путину перед расширенным заседанием коллегии Минобороны России 24 декабря 2019 года.